# Påvekors

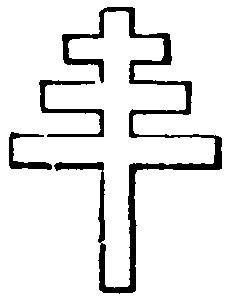
Påvekors

Ett påvekors är ett kors med tre olika långa tvärbalkar på huvudbalkens övre del, på lika avstånd från varandra. Den kortaste tvärbalken är överst och den längsta underst. Namnet kommer från att korset har en balk mer än patriarkalkorset, som bars av biskopar. Den används som symbol för påveämbetet.